# تلبرغ
تلبرغ : مدينة هولندية تقع في الجزء الجنوبي من مقاطعة شمال برابنت. يزيد عدد سكان المدينة عن 206,000 مما يجعلها ثاني أكبر مدينة من حيث عدد السكان في شمال برابنت, والسادسة في هولندا.

## السكان
بلغ عدد سكان المدينة 207,579 نسمة وفق إحصائيات عام 2012. ومن المتوقع بلوغ عدد سكانها 217,000 بحلول عام 2025.

### الجماعات العرقية
- الهولنديون (158,270) (76,7%)
- الأتراك (7,786) (3,8%)
- المغاربة (5,483) (2,7%)
- الإندونيسيون (5,077) (2.5%)

وغيرهم.

### الأديان
- الكاثوليكية (60,7%)
- الإلحاد (21,7%)
- الكالفينية الهولندية (7,8%)
- الإسلام (4,8%)
- الكالفينية (4,4%)

## الاقتصاد
اعتمد اقتصاد تلبرغ على صناعة الصوف لقرون. لكن في ستينات القرن الماضي، تقدمت الصناعة في المدينة وتنوعت بدعم من الحكومة الهولندية بسبب انخفاض أهمية صناعة الصوف. وبعد ذلك، افتتحت العديد من الشركات الهولندية والأوروبية والعالمية مقرات في تلبرغ.

## التعليم

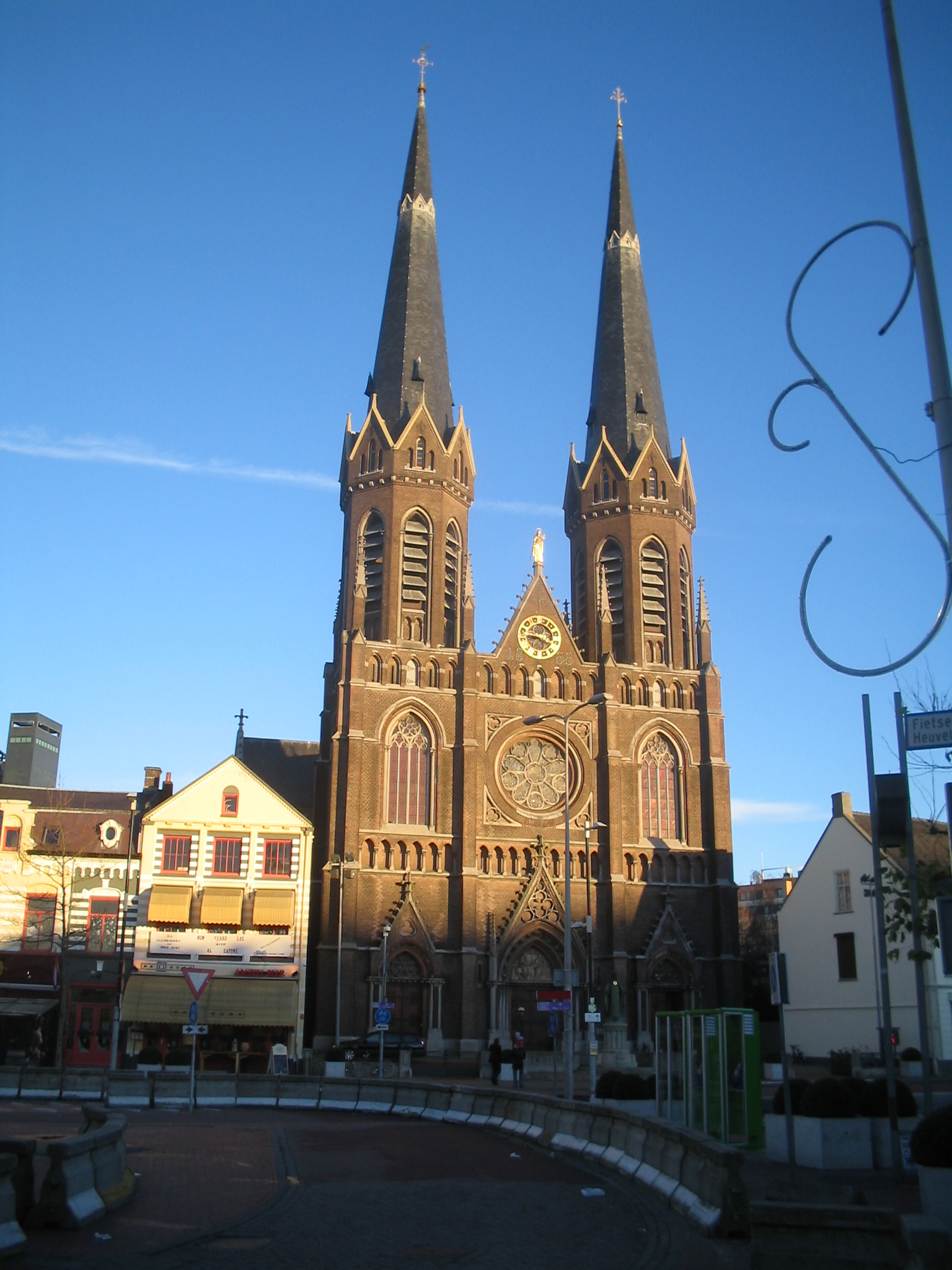
كنيسة القديس جوزيف.

يوجد في المدينة جامعة تلبرغ التي تضم طلابا من مختلف بقاع العالم. يدرس في الجامعة ما يزيد على 13,000 طالب
, 8% منهم جاؤوا من الخار ج.يدرس بالجامعة باللغتين الهولندية والإنجليزية.
لجامعة تلبرغ صيت حسن في مجال التعليم والبحث، حيث صنفت الجامعة بأنها الأفضل في أوروبا في مجال الاقتصاد وإدارة الأعمال في عام 2007 من قبل مجلة الجمعية الاقتصادية الأوروب ية(Journal of the European Economic Association ).كما صنفت بأنها الجامعة الأفضل في هولندا في مجال القانون وفقا لمجلة إيلزيفير (Elsevier).

## الرياضة
ينتمي للمدينة نادي فيلم تو تيلبورغ الفائز بلقب الدوري الهولندي في مناسبتين، والذي سمي بهذا الاسم تيمنا بالملك فيلم الثاني والذي توفي في تلبرغ.
كما يقام في المدينة العديد من المسابقات الرياضية المختلفة مثل: الهوكي والتزلج وغيرها.

## المدن التوأمة

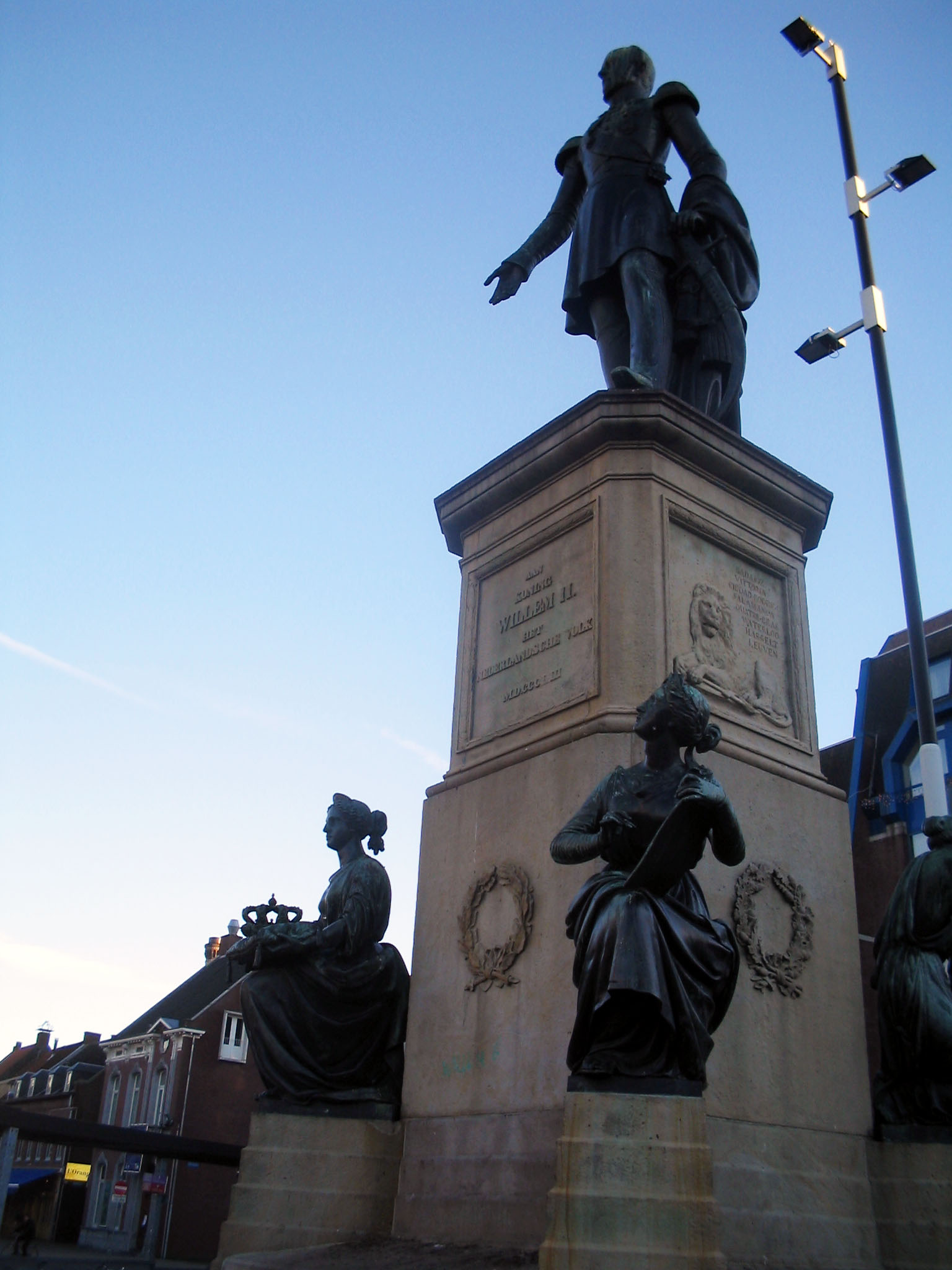
تمثال الملك فيلم الثاني

| - لوبلين, بولندا - ماتاغلبا, نيكاراغوا - مينامي أشيغارا، كاناغاوا, اليابان - زيمن, صربيا |

## مشاهير
- فنسنت فان كوخ
- جيرارد فان سبايندونك

## معرض الصور

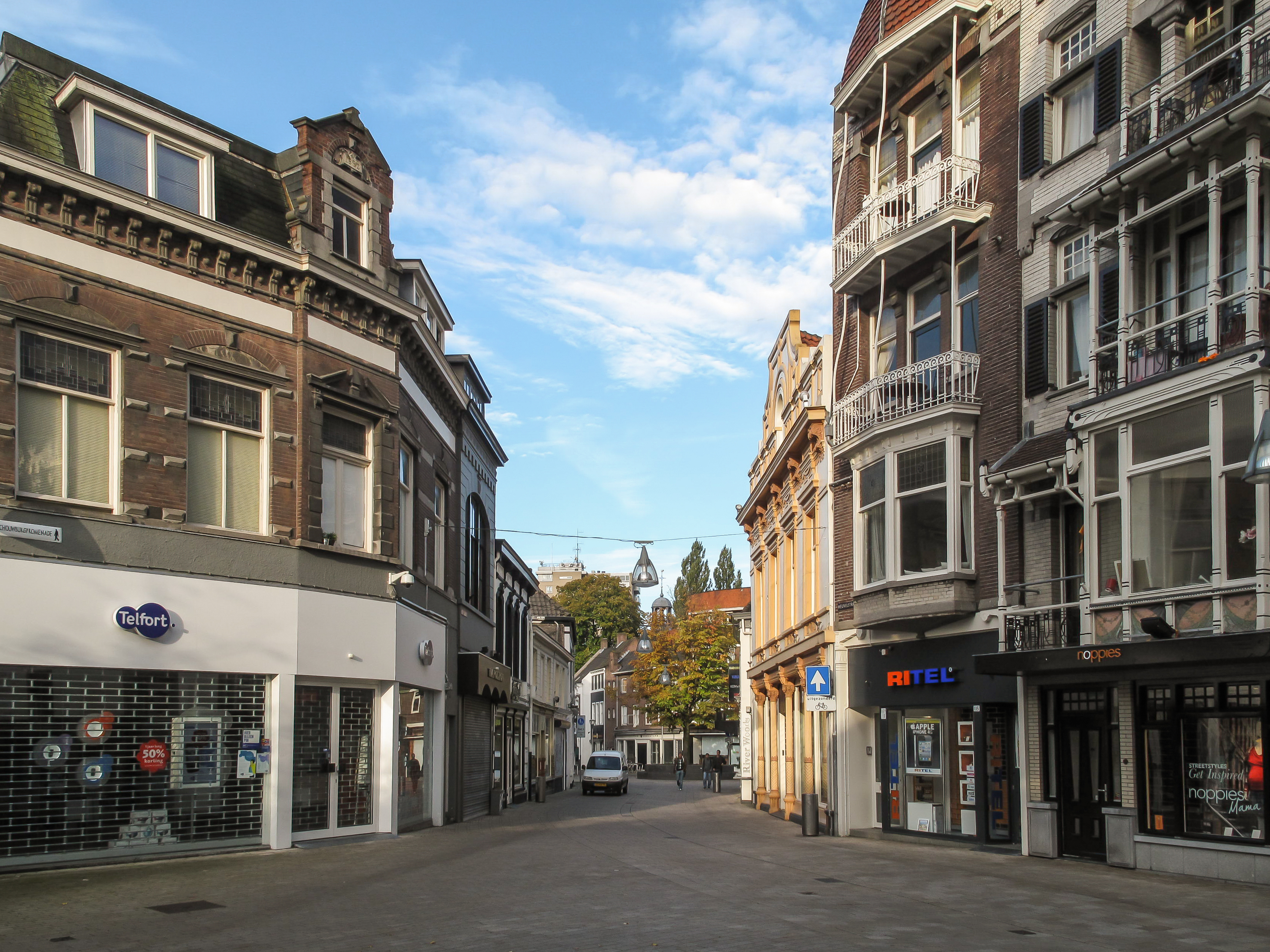
مدينة تلبرغ
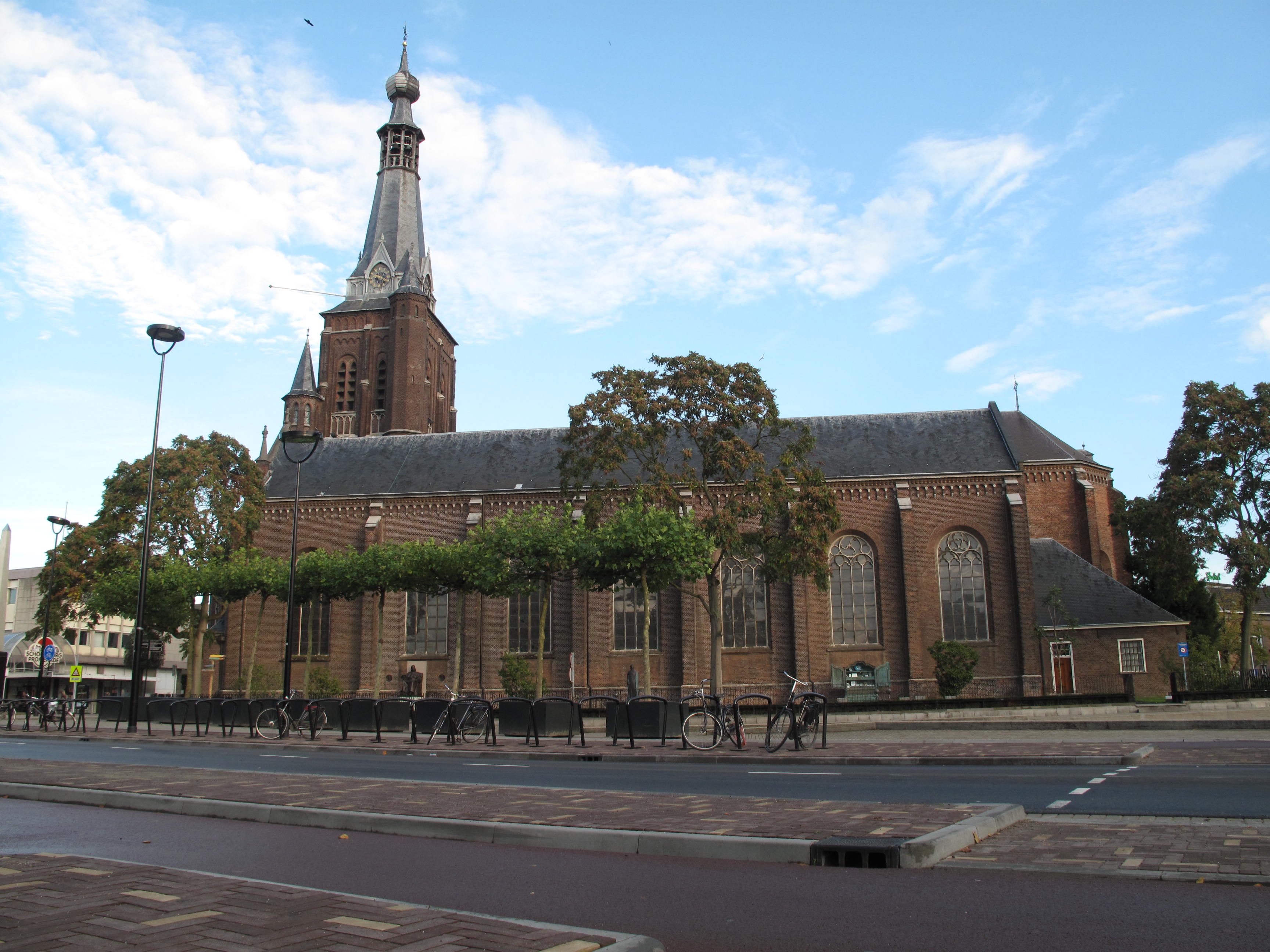
كنيسة القديس دينيس
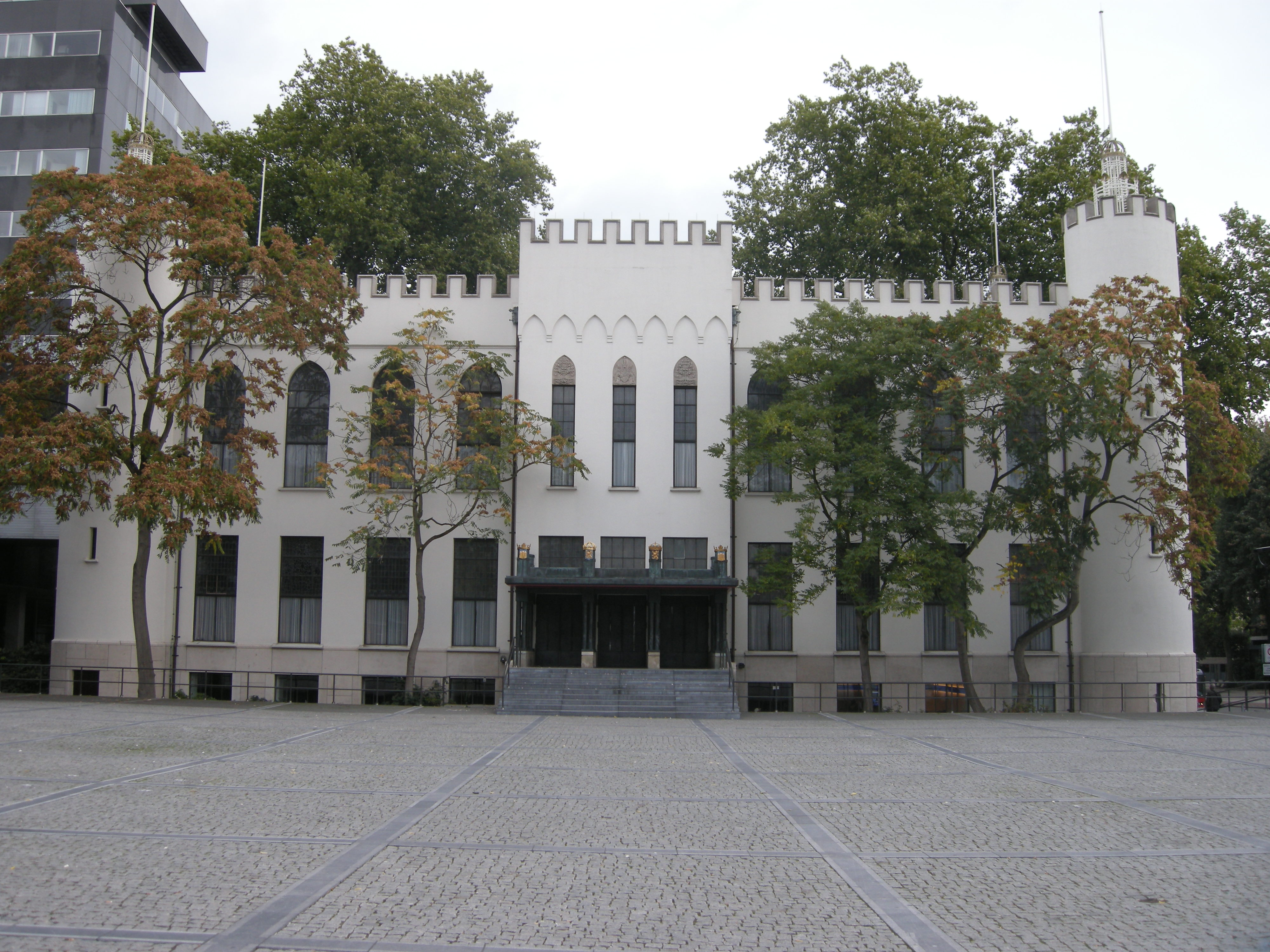
مجلس البلدية في تلبرغ
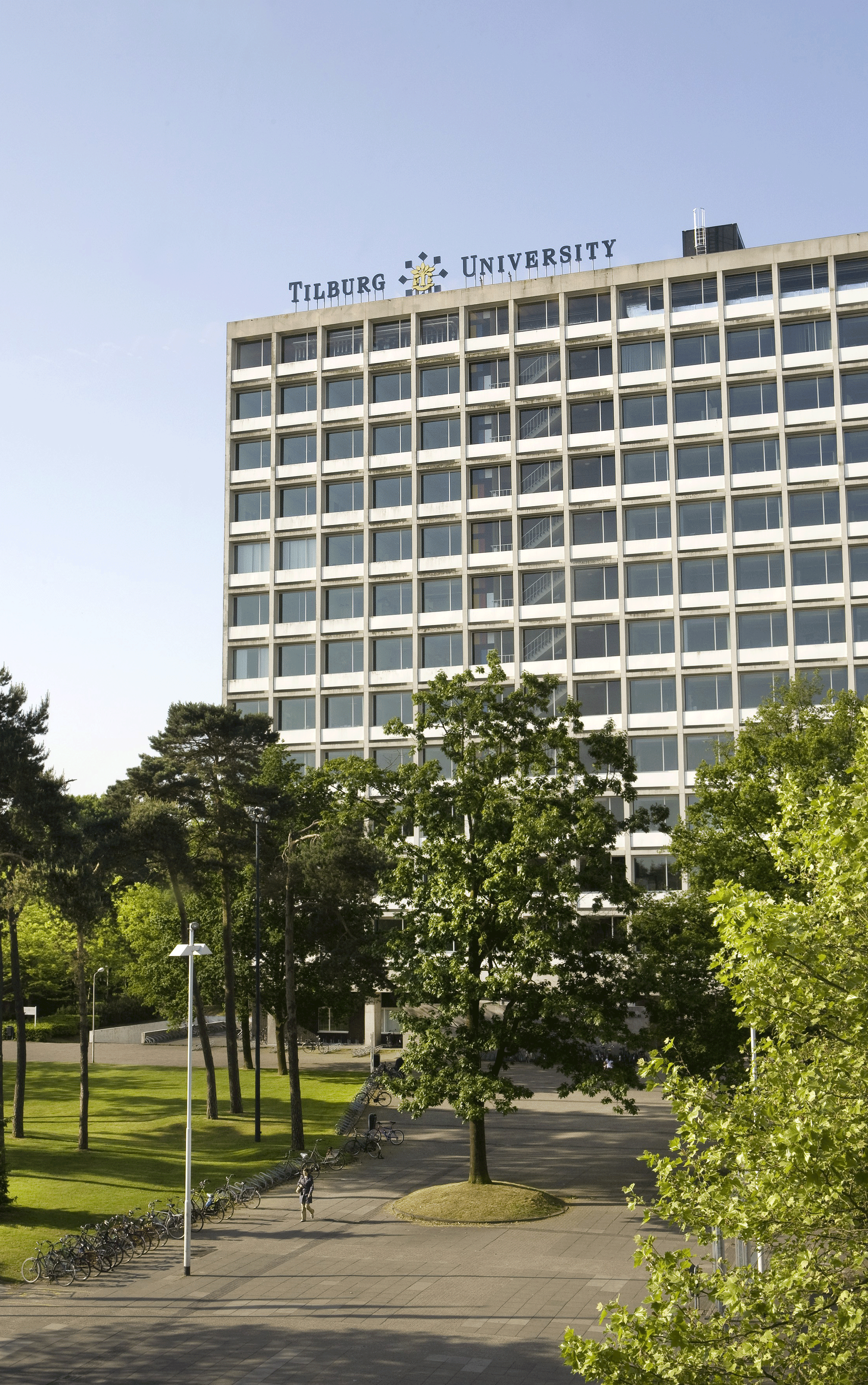
جامعة تلبرغ